# Emetic

Emetic (greacă εμετικόν [φάρμακον], emetikón [phármakon, latină emeticum, vomitus), - vomitiv. Substanțele emetice sunt substanțele vomitive, care prin acțiunea lor iritantă asupra mucoasei gastrice,  sau prin miros acționează asupra unor centri nervoși producând senzația de vomă. Prin eliminarea conținutului gastric, au indirect asupra intestinului o acțiune antiperistaltică.
Printre medicamentele uzuale folosite ca emetice se numără:  
- Ipecacuanha (sirop), el acționează asupra parasimpaticului, la circa 30 de minute provoacă vomitări intense
- Apomorfina, acționează asupra centrului vomitiv din creier.
- Sulfatul de cupru,  provoacă vomitări, prin iritarea mucoasei gastrice, efectul apare la 5 minute după administrare

Medicamentele emetice sunt recomandate în caz de intoxicații, accidentale sau voite (în caz de suicid). 
Ele fiind însoțite de irigații gastrice, făcute cu sonda. 